# Ziemia, planeta ludzi
Ziemia, planeta ludzi (Ziemia, ojczyzna ludzi) – utwór francuskiego pisarza Antoine’a de Saint-Exupéry’ego, opublikowany po raz pierwszy w 1939 pod oryginalnym tytułem Terre des hommes. Autor dedykował go swemu przyjacielowi lotnikowi Henriemu Guillaumetowi.

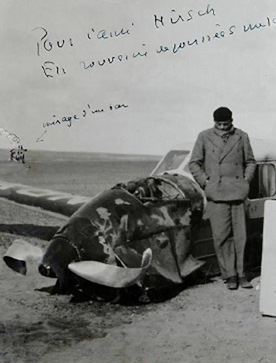
Autor obok swego rozbitego na Saharze samolotu (1935)

Saint-Exupéry zafascynowany od wczesnej młodości lotnictwem, w okresie międzywojennym pracował w towarzystwie lotniczym, latając na pionierskich szlakach w różnych regionach świata (Argentyna, Afryka Północna). Wykonywana praca odcisnęła ogromne piętno na twórczości pisarza, z reguły stanowiąc jej tematyczną i fabularną podstawę.
Podobnie jak większość jego utworów, Ziemia, planeta ludzi została oparta na osobistych doświadczeniach autora lub jego kolegów. Na jej treść składa się kilka opowieści (kolejno: Linia, Koledzy, Samolot, Samolot i planeta, Oaza, Na pustyni, W sercu pustyni, Ludzie). Najważniejsza jej część poświęcono przymusowemu lądowaniu i pobytowi na pustyni, podczas którego dwaj rozbitkowie bohatersko walczą o przetrwanie, mimo narastającego pragnienia i ogarniającego ich zwątpienia; ratuje ich samotny Beduin.
Utwór jest trudny do sklasyfikowania pod względem gatunkowym, nie będąc ani powieścią, ani reportażem. Posiada cechy pamiętnika, ale także filozoficznego eseju – jednolitą strukturę nadaje mu poetycki styl narracji. Ziemia nie jest więc suchą relacją podróżniczą lub barwną powieścią awanturniczą, a staje się niemal moralitetem, w którym autor daje wyraz swemu przekonaniu o potrzebie ludzkiej solidarności.
Francuza fascynuje świat widziany z wysokości kilku kilometrów, gdy jedynym, co może dostrzec pilot, jest pojedyncze światełko, chwilowo dające iluzję wspólnoty z innymi ludźmi – gdyż naprawdę człowiek w samolocie wciąż pozostaje samotny. Dzieląca go od innych odległość staje się symbolem ludzkiego egoizmu, odtrącenia, podczas gdy pisarz, kierowany zasadami ludzkiej solidarności, apeluje o podtrzymywanie międzyludzkich więzi. Przesłanie to może tłumaczyć zarówno szerokie uznanie dla autora, jak i popularność tego utworu uważanego w jego dorobku za jeden z ważniejszych.
Czasopismo „National Geographic Adventure” wymieniło Ziemię, planetę ludzi na liście 100 najlepszych książek przygodowych.